# On the Country Side
On the Country Side è un CD raccolta dei Poco, pubblicato dalla Sony Music nel marzo del 1996.

## Tracce
1. Drivin' Wheel – 6:09 (Paul Cotton) – Tratto dall'album Seven (1974)
2. Magnolia – 6:17 (J.J. Cale) – Tratto dall'album Crazy Eyes (1973)
3. Rocky Mountain Breakdown – 2:16 (Rusty Young) – Tratto dall'album Seven (1974)
4. Fools Gold – 2:23 (Rusty Young) – Tratto dall'album Crazy Eyes (1973)
5. Hoe Down – 3:05 (Richie Furay, Rusty Young) – Tratto dall'album From the Inside (1971)
6. Ride the Country – 6:21 (Paul Cotton) – Tratto dall'album A Good Feelin' to Know (1972)
7. Honky Tonk Downstairs – 2:43 (Dallas Frazier) – Tratto dall'album Poco (1970)
8. Railroad Days – 3:35 (Paul Cotton) – Tratto dall'album From the Inside (1971)
9. Pickin' Up the Pieces – 3:25 (Richie Furay) – Tratto dall'album Pickin' Up the Pieces (1969)
10. Calico Lady – 3:08 (Richie Furay, Skip Goodwin, Jim Messina) – Tratto dall'album Pickin' Up the Pieces (1969)

## Musicisti
Drivin' Wheel e Rocky Mountain Breakdown
- Paul Cotton - chitarra solista, chitarra acustica, voce
- Rusty Young - banjo, dobro, chitarra steel, chitarra ritmica, chitarra elettrica, chitarra acustica
- Timothy B. Schmit - basso, percussioni, voce
- George Grantham - batteria, percussioni, voce
- Jim Messina - mandolino (brano: Rocky Mountain Breakdown)
- Al Garth - fiddle (brano: Rocky Mountain Breakdown)
- Burton Cummings - tastiere
- Bobbye Hall - congas

Magnolia e Fools Gold
- Richie Furay - chitarra, voce
- Paul Cotton - chitarra, voce
- Rusty Young - chitarra steel, chitarra, voce
- Timothy B. Schmit - basso, voce
- George Grantham - batteria, voce
- Chris Hillman - mandolino
- Paul Harris - pianoforte
- Bob Ezrin - pianoforte
- Bill Graham - violino
- Joe Lala - percussioni

Hoe Down e Railroad Days
- Richie Furay - chitarra, voce
- Paul Cotton - chitarra, voce
- Rusty Young - chitarra steel, chitarra, voce
- Timothy B. Schmit - basso, voce
- George Grantham - batteria

Ride the Country
- Richie Furay - chitarra, voce
- Paul Cotton - chitarra, voce
- Rusty Young - chitarra steel, chitarra, voce
- Timothy B. Schmit - basso, voce
- George Grantham - batteria, voce
- Barry Flast - pianoforte

Honky Tonk Downstairs
- Richie Furay - chitarra, voce
- Jim Messina - chitarra, voce
- Rusty Young - chitarra pedal steel, voce
- Timothy B. Schmit - basso, voce
- George Grantham - batteria
- Bobby Doyle - pianoforte
- Larry Knechtel - pianoforte
- Milt Holland - percussioni

Pickin' up the Pieces e Calico Lady
- Richie Furay - chitarra a dodici corde
- Jim Messina - chitarra a sei corde
- Rusty Young - chitarra pedal steel, banjo
- Randy Meisner - basso, accompagnamento vocale
- George Grantham - batteria
- George Grantham - voce solista (in entrambi i brani)